# Jezus Chrystus
Jezus Chrystus (hebr. ‏ישוע המשיח‎, stgr. Ἰησοῦς Χριστός, łac. Iesus Christus; ur. ok. 8–4 p.n.e. w Betlejem, zm. ok. 30 lub 33 n.e. w Jerozolimie) – centralna postać chrześcijaństwa, przez wyznawców uznany Mesjaszem; ważna postać (prorok) w islamie; cieśla i kaznodzieja z rzymskiej prowincji Judea. W wierze Kościoła, wyrażonej w pierwszych credo, uznawany jest za Kyriosa, który zmartwychwstał (por. Rz 10,9), zbawiciela, powszechnego władcę świata i Królestwa niebieskiego, współistotnego Bogu Ojcu syna Boga i człowieka. W oficjalnym wyznaniu wiary Kościoła katolickiego uznawany jest za Syna Bożego Jednorodzonego. Jego narodziny przyjęto za punkt zerowy naszej ery, od którego podaje się liczbę lat.
Według Nowego Testamentu (części Biblii) urodził się w żydowskiej rodzinie jako syn Marii poślubionej Józefowi. Jako dorosły przyjął chrzest z rąk Jana Chrzciciela. Następnie nauczał (uznając przykazanie miłości za najważniejsze) i gromadził wokół siebie uczniów (najbliższych nazwano apostołami), dokonując w tym czasie cudów. Po przyjeździe do Jerozolimy został powitany z entuzjazmem przez mieszkańców. To, co twierdził, zwłaszcza nazywając się Mesjaszem, spowodowało wrogość faryzeuszy i saduceuszy.
Jezus przepowiedział swój los podczas Ostatniej Wieczerzy, kiedy, zgodnie z doktryną katolicką, ustanowił sakrament Eucharystii. Zdradzony tej samej nocy przez jednego z uczniów, Judasza, został pojmany i postawiony przed religijnym sądem żydowskim, który uznał go za winnego bluźnierstwa. Wydany został w ręce rzymskiego namiestnika Poncjusza Piłata, który pod naciskiem tłumu skazał go na śmierć przez ukrzyżowanie. Jezus umarł na krzyżu. Chrześcijanie wierzą, że trzeciego dnia po złożeniu jego zwłok w kamiennym grobie zmartwychwstał, a następnie przez 40 dni spotykał się ze swoimi uczniami, tłumacząc sens swojej męczeńskiej śmierci i zmartwychwstania, po czym wstąpił do nieba.
Wydarzenia opisane przez Ewangelie budzą spory naukowców, zaś inne religie postrzegają postać Jezusa w różny sposób, nie przyznając mu tak wielkiego znaczenia jak chrześcijaństwo.

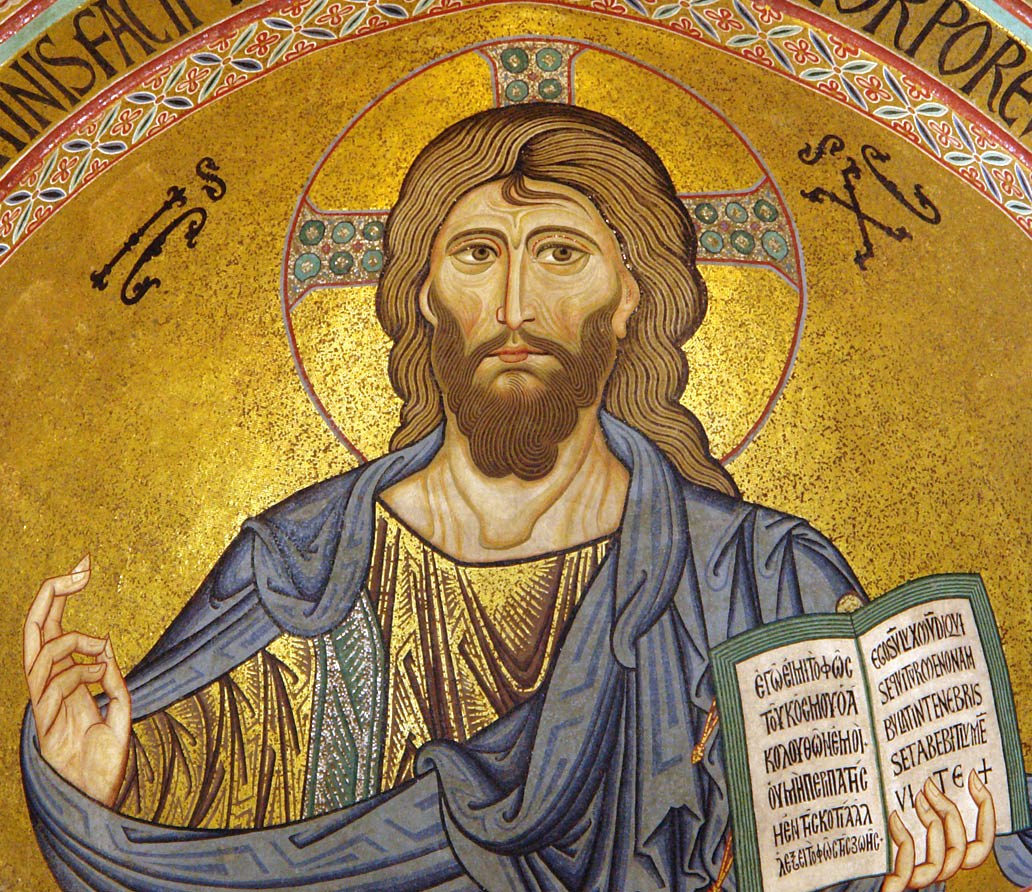
Chrystus Pantokrator – mozaika z XII wieku w apsydzie katedry w Cefalù

## Etymologia i znaczenie imienia
Polska forma pierwszego członu imienia – Jezus – pochodzi od łac. Iesus, które z kolei pochodzi od greckiego Ἰησοῦς trb. Iesus trl. I̓ēsous. Grecka forma jest zhellenizowaną formą imienia hebrajskiego יֵשׁוּעַ i aramejskiego ܝܫܘܥ, co w obu przypadkach można odczytać jako Yēšuaʿ (Jeszua), które z kolei jest skróconą formą hebrajskiego יְהוֹשֻׁעַ lub יהושוע יהושע) יְהוֹשׁוּעַ) Yehōšuaʿ (Jehoszua) lub w języku polskim Jeszua (alternatywne formy: Joszua, Joszue). W języku hebrajskim imię יְהוֹשֻׁעַ (Yehōšuaʿ) znaczy – Jahwe jest zbawieniem.
Imię Joszua występuje także w Starym Testamencie – nosił je następca Mojżesza, Jozue (zob. Joz 1,1). Po hebrajsku ich imiona brzmią identycznie, lecz w tradycji polskiej jest ono inne ze względu na szacunek i wyjątkowość. Imię Jezus nosił również autor księgi Mądrości Syracha i z tego samego powodu nazywa się ją od imienia ojca autora.
We współczesnym języku hebrajskim skrócona wersja imienia ישו) יְשׁוּ); Yěšû (Jeszu) jest używana jako imię Jezusa Chrystusa.
Drugi człon – Chrystus – to nie imię własne, lecz zaszczytny tytuł, wskazujący na doniosłą rolę Jezusa z Nazaretu. Już w Nowym Testamencie stał się jakby jego drugim imieniem: hebr. משיח) מָשִׁיחַ); Mešiah (Meszjah) gr. Χριστός trb. Christos trl. Hristos – namaszczony, pomazaniec, Mesjasz.

## Życie Jezusa w świetle Biblii

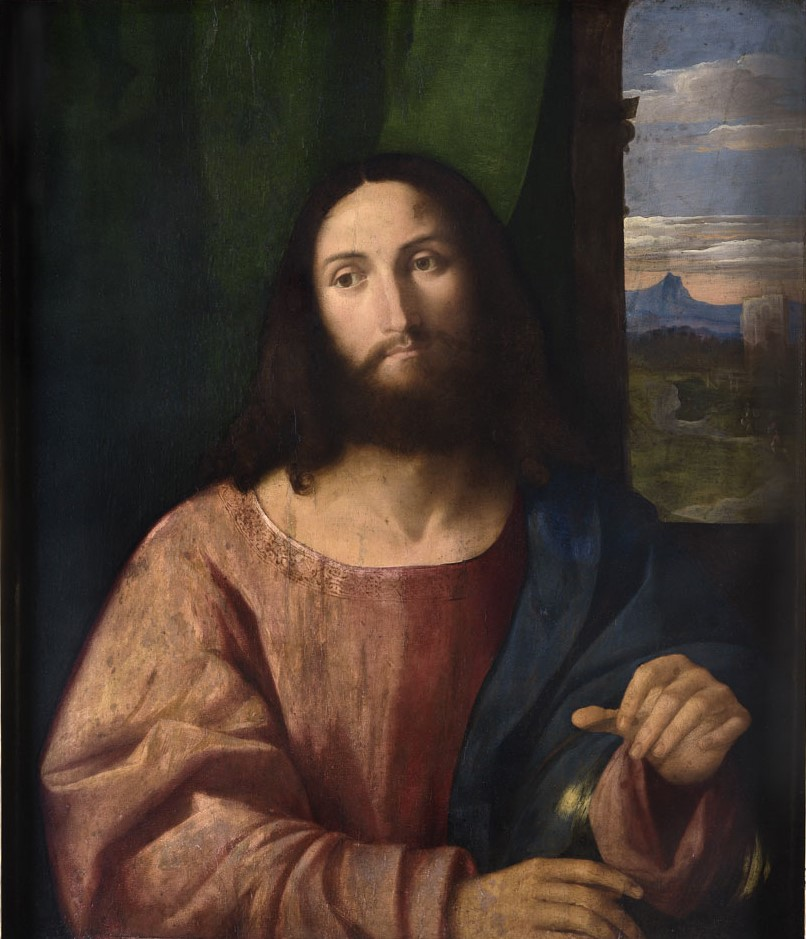
Salvator Mundi, Palma il Vecchio, 1520

### Narodziny i dzieciństwo

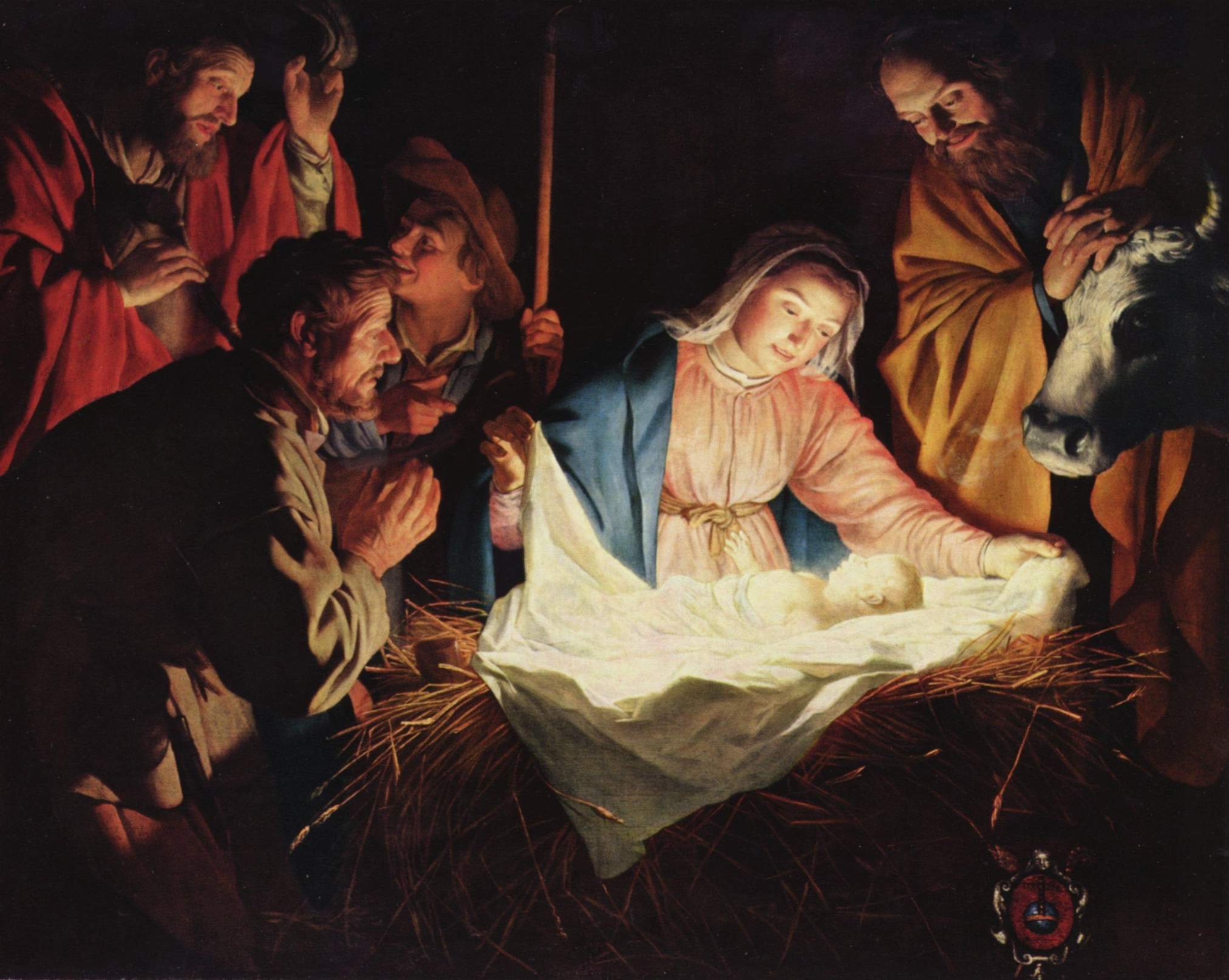
Gerrit van Honthorst, Pokłon pasterzy, 1621

Zgodnie z przekazem nowotestamentowym Jezus Chrystus urodził się w żydowskiej rodzinie, jako syn dziewicy Marii poślubionej Józefowi. Współcześnie narodziny Chrystusa datuje się na 8–4 rok p.n.e. w okresie Drugiej Świątyni. Za czasów papieża Jana I (zm. 526) zaczęto liczyć naszą erę od jego urodzenia, jednak według współczesnych nauk mnich, który dokonał rachuby lat (Dionizjusz Mały), pomylił się o kilka lat.
Miejsce narodzin według Ewangelii to Betlejem. Zdaniem części badaczy – był to prawdopodobnie Nazaret. Nadano mu imię Jezus. Józef był z zawodu cieślą budowlanym (tektonem), a według Ewangelii Mateusza i Łukasza potomkiem króla Dawida (różnice w genealogii Jezusa, zachodzące między relacjami tych Ewangelistów, tłumaczy się hebrajskim prawem i zwyczajem lewiratu – 5 Księga Mojżeszowa/Powtórzonego Prawa 25, 5–6). Wedle Ewangelii Mateusza i Łukasza, jedynych pism w Nowym Testamencie, które zawierają informacje o poczęciu i narodzinach Jezusa, został on poczęty nie przez Józefa, lecz przez Ducha Świętego w łonie Marii (por. Łk 1,35 i Mt 1,18).

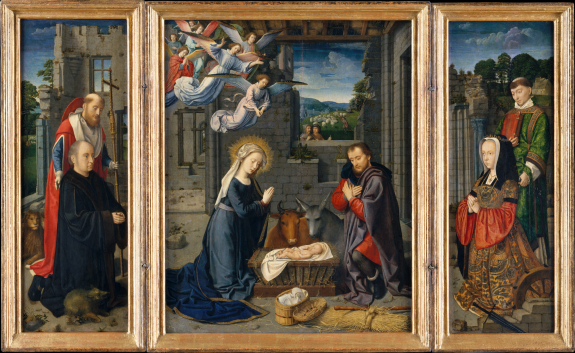
Narodziny Jezusa według Gerarda Davida, ok. 1510–1515

Ewangelie Łukasza i Mateusza zgodne są co do tego, że Jezus urodził się w wiosce Betlejem niedaleko Jerozolimy. Według Ewangelii Łukasza Józef wraz z małżonką Marią udali się na spis powszechny zarządzony przez cesarza rzymskiego Oktawiana Augusta, a gdy tam dotarli, Maria urodziła Jezusa (por. Łk 2,1–7). Jak każde żydowskie dziecko płci męskiej, Jezus został obrzezany ósmego dnia po narodzeniu. Po porodzie, który – wedle Ewangelii Łukasza – miał miejsce w ubogiej stodole (lub grocie), w nieokreślonym bliżej czasie rodzina wróciła do Nazaretu, małej wioski w Galilei.
Ewangelia Mateusza wśród wydarzeń związanych z narodzinami Jezusa opowiada o odwiedzinach mędrców ze Wschodu, prowadzonych przez gwiazdę betlejemską, dla oddania pokłonu Jezusowi. Mędrcy wyrazili swym pokłonem, dosł. „padnięciem na twarz” (gr. proskynéo, por. Mt 4,10), cześć królewską i boską wobec Jezusa jako mesjasza żydowskiego. Rozpoznali obecną w nim tajemnicę zbawiającego Boga (por. 2 Kor 5,19; Kol 1,19). Według badań z dziedziny historii form opowiadanie to prawdopodobnie nie ma charakteru historycznego, jest natomiast symbolicznym pouczeniem katechetycznym, ułożonym na wzór żydowskiego midrasza o Mojżeszu w Egipcie, zachowanego u Józefa Flawiusza (Dawne dzieje Izraela II,9 3–4). W ciągu dalszym pouczenia opisana jest tzw. rzeź niewiniątek, której mieli dokonać żołnierze Heroda (Wielkiego), pragnącego pozbyć się rywala do korony królewskiej. Ostrzeżeni, według opowiadania, przez anioła Józef i Maria wraz z dzieckiem podjęli się ucieczki do Egiptu. Po śmierci Heroda wrócili do Nazaretu (por. Mt 2,1–23).
Józef pojawia się na kartach Ewangelii Łukasza po raz ostatni, gdy Jezus ma 12 lat (Łk 2, 41–48).
O narodzinach i dziecięcych latach Jezusa mówią również apokryfy, zwane Ewangeliami Dzieciństwa. Obszernymi i najbardziej popularnymi są Protoewangelia Jakuba oraz Ewangelia Dzieciństwa Tomasza. Według tego ostatniego tekstu Jezus od wczesnego dzieciństwa miał być zdolny do czynienia cudów, wcześniej wykorzystując je do własnych celów. Apokryfy nie są akceptowane przez chrześcijan jako księgi natchnione, niemniej wywarły one wielki wpływ na kulturę chrześcijańską na przestrzeni jej dziejów.
Jezus posługiwał się językiem aramejskim, gdyż takim językiem mówiła ludność zamieszkująca region, w którym się wychował. Prawdopodobnie znał też do pewnego stopnia język grecki. Przypuszczalnie otrzymał wykształcenie typowe dla ubogiej ludności Izraela, w którym ważną rolę miało gruntowne poznanie Biblii hebrajskiej. Epizod w Świątyni, gdy miał 12 lat, pokazuje, że Jezus wykazywał niezwykłe zdolności jak na swój wiek (por. Łk 2, 41–50).

### Publiczna działalność

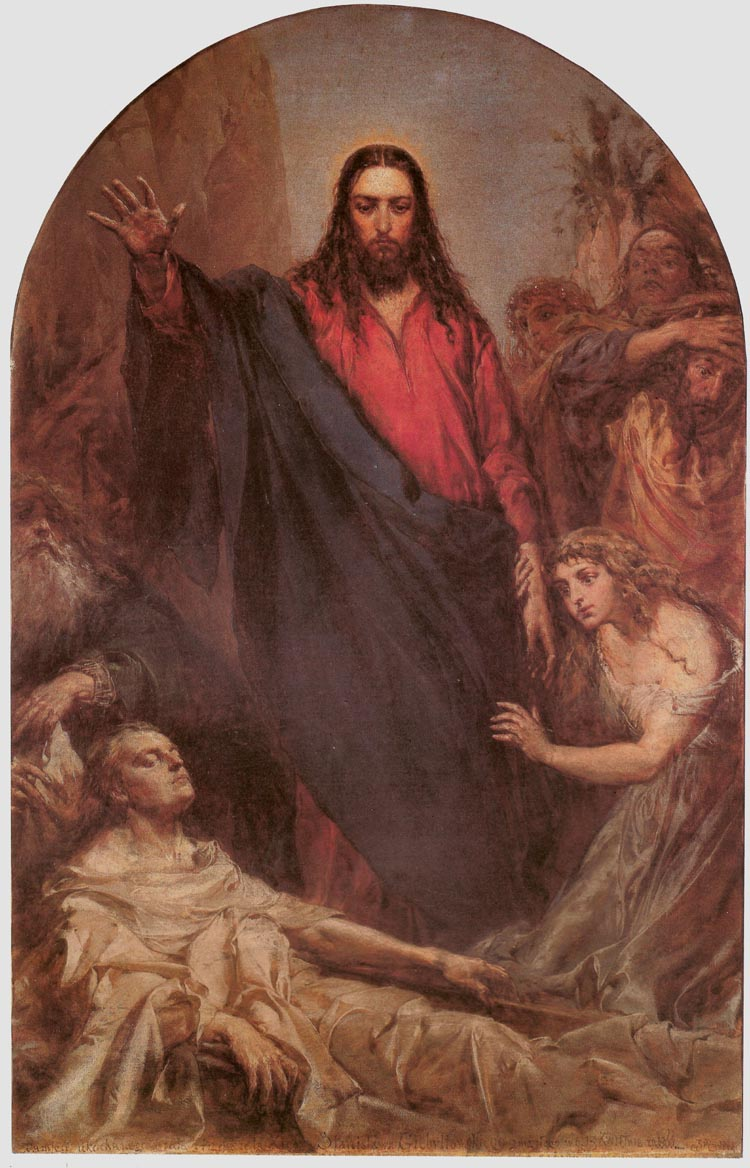
Wskrzeszenie Łazarza, Jan Matejko

Zgodnie z wszystkimi Ewangeliami NT, początek publicznej działalności Jezusa nastąpił, gdy miał on ok. 30 lat (por. Łk 3,23), było to prawdopodobnie na przełomie 27/28 r. n.e. Jezus przyjął chrzest z rąk Jana Chrzciciela. Niektórzy, jak E. Haenchen, podają w wątpliwość faktyczne zaistnienie tego wydarzenia, sugerując, że ponieważ widać zasadnicze różnice w przesłaniu obu tych postaci, mógł to być jedynie teologiczny obraz. Wydarzenie to było trudne do zinterpretowania dla wspólnoty chrześcijańskiej. Mateusz przytacza zastrzeżenia samego Jana (por. Mt 3,14). W opowiadaniu Łukasza chrzest jest wspomniany jedynie na marginesie (por. Łk 3,21). Jan Ewangelista, opisując spotkanie Jezusa z Janem, w ogóle o nim nie mówi (por. J 1,29–34). Według Ewangelii Łukasza, Jan był krewnym Jezusa. Wypełniając zapowiedzi proroków (por. Iz 40,3; Ml 3,1), u brzegów rzeki Jordan wzywał do pokuty, nawrócenia i wyznawania grzechów, i chrzcił na znak wewnętrznego oczyszczenia (por. Mk 1,4–5; Iz 1,16). Jan stwierdził publicznie, że Jezus jest oczekiwanym przez żydów Mesjaszem i jednocześnie Synem Bożym. W czasie chrztu na Jezusa zstąpił Duch Święty w postaci gołębicy (por. Łk 3,22).
Po tym wydarzeniu Jezus zaczął nauczanie i gromadzenie wokół siebie uczniów, z których wyróżnił „Dwunastu”, przyznając pierwszeństwo Piotrowi Apostołowi. Jego nauczanie gromadziło wokół niego tłumy ludzi. Podczas kilku lat nauczania dokonał kilkudziesięciu cudów opisywanych w Ewangeliach.

### Nauczanie Jezusa
W nauczaniu Jezusa centralnym motywem było Królestwo Boże, rozumiane jako sfera panowania Bożego, w której znaleźć się może każdy, poprzez zmianę swego życia, czyli tzw. (gr.) metanoia. W pełni miało się objawić w czasach ostatecznych. Było ono oparte na Starym Testamencie, jednak treści starotestamentowe zostały zreinterpretowane. Synteza nauki Jezusa Chrystusa przedstawiona została w Kazaniu na górze, zawartym w dwóch nieco różnych wersjach w Ewangelii Mateusza i Ewangelii Łukasza. To najpełniejsze ujęcie nowego prawa wprowadzonego przez Jezusa i nawiązującego do Dekalogu. Ewangeliści podkreślają nowość nauczania Jezusa poprzez użycie przez niego konstrukcji: „Powiedziano przodkom…, a ja wam powiadam”. Miało ono udoskonalić i uzupełnić prawo starotestamentowe. Nakazy Jezusa były radykalizacją nakazów znanych ze Starego Testamentu. To etyka maksymalistyczna.
Jezus nauczał m.in., jak należy żyć:
- Najważniejszym przykazaniem jest przykazanie miłości (Mk 12, 28–34): „Będziesz miłował Pana, Boga swego, swoim sercem, całą swoją duszą, całym swoim umysłem i całą swoją mocą (Mk 12, 30)”, a bliźniego swego jak siebie samego (Mk 12, 31), przy czym bliźnim jest każdy człowiek[32].
- Potrzeba ofiary z samego siebie: „Kto chce znaleźć swoje życie, straci je, a kto straci swe życie z mego powodu, ten je znajdzie” (Mt 10,39).
- Potrzeba pokory: „Kto by między wami chciał się stać wielki, niech będzie sługą waszym”[33].
- Idealizm: „Życie bowiem więcej znaczy niż pokarm, a ciało więcej niż odzienie”[34].

### Pojmanie, męczeńska śmierć i zmartwychwstanie

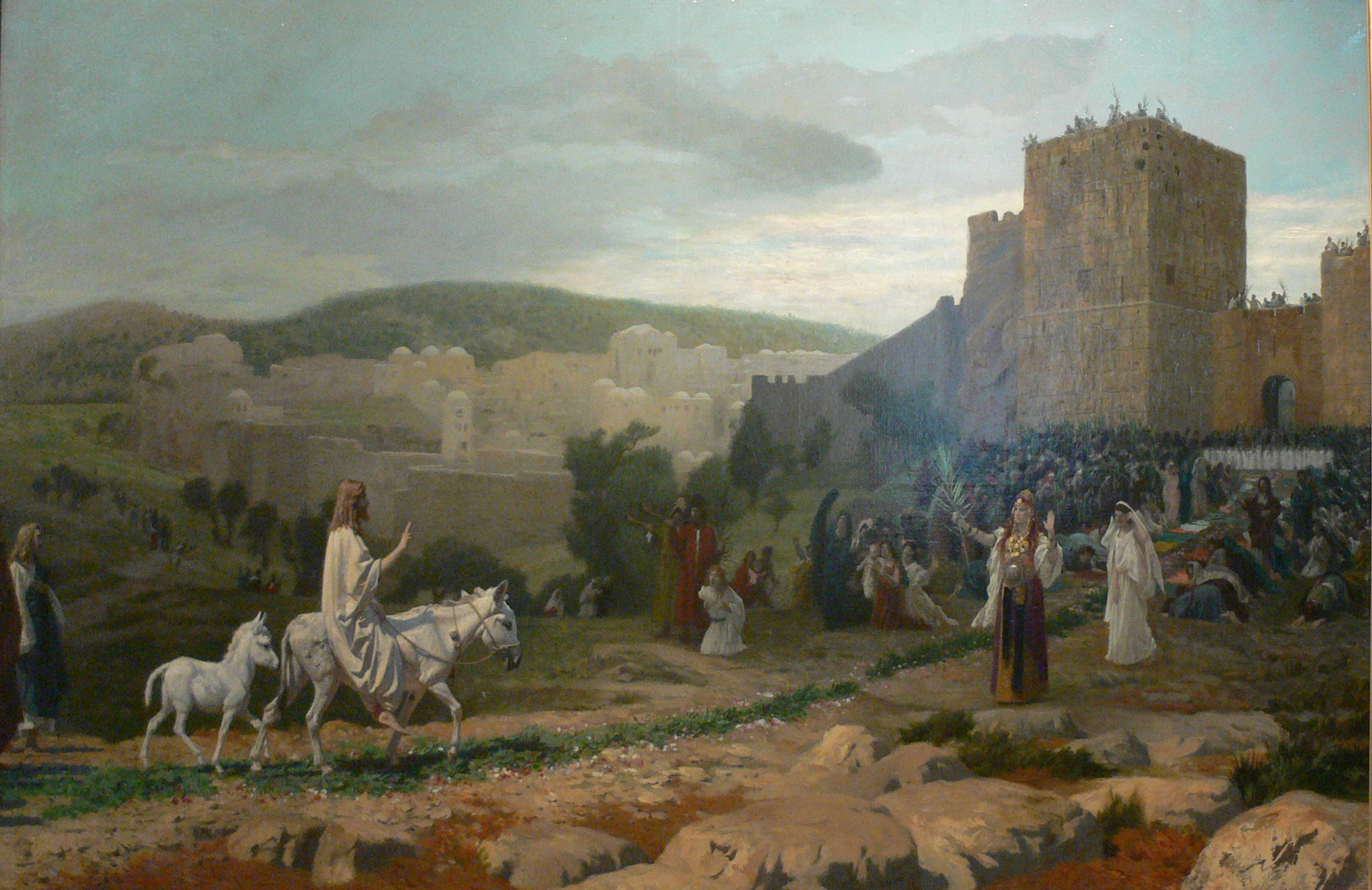
Wjazd Jezusa do Jerozolimy, Jean-Léon Gérôme

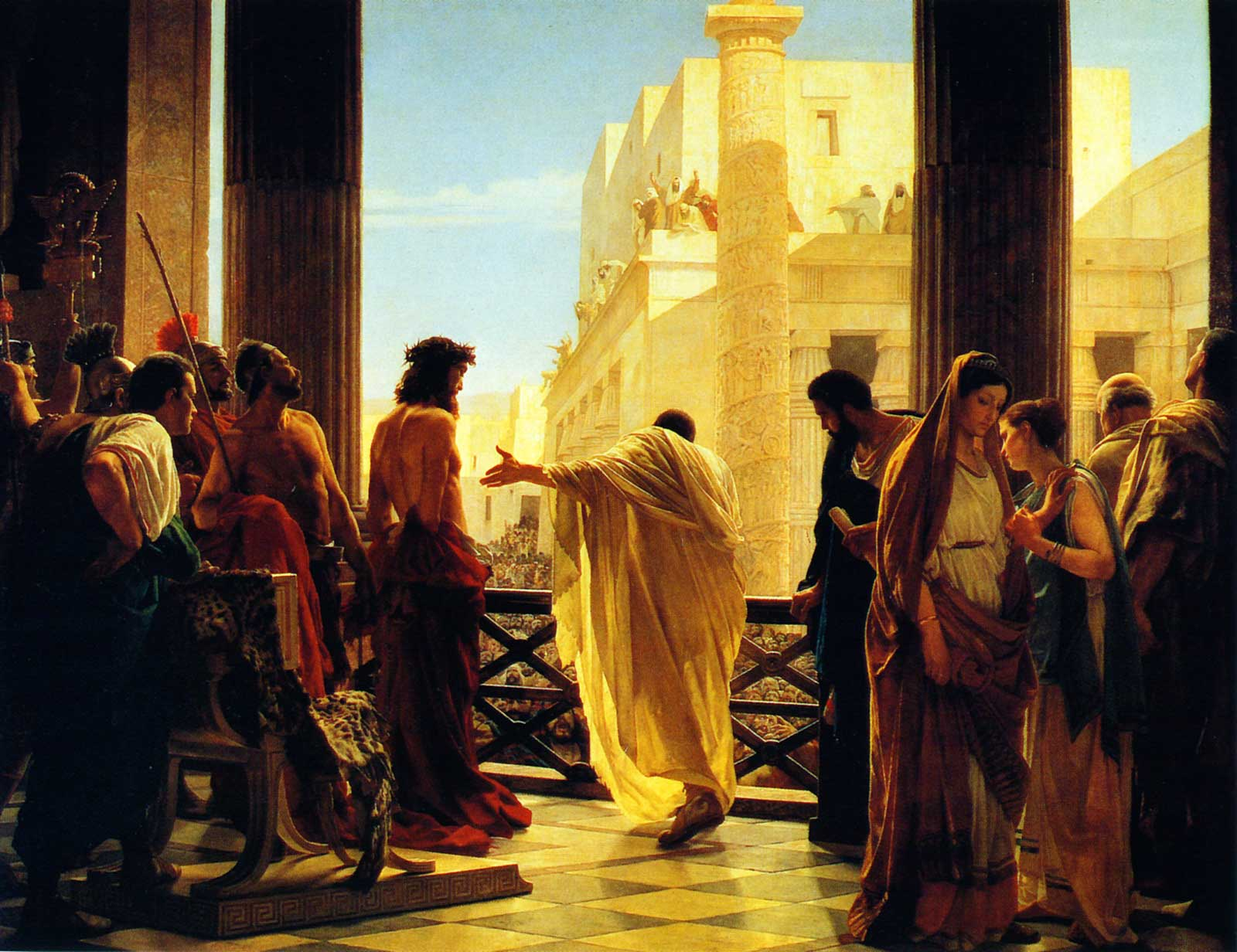
Ecce Homo, Antonio Ciseri: Poncjusz Piłat przedstawiający ubiczowanego Jezusa z Nazaretu mieszkańcom Jerozolimy.

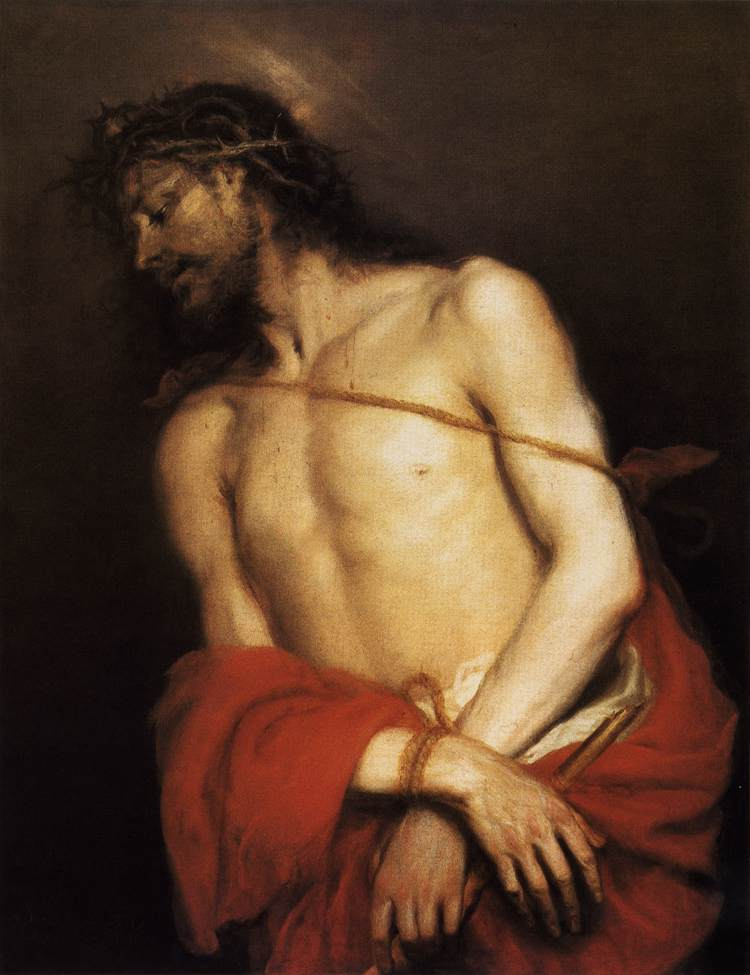
Mateo Cerezo, Ecce Homo, ok. 1665

Na tydzień przed Świętem Paschy Jezus wyruszył do Jerozolimy. Po uroczystym wjeździe do Jerozolimy nie pozwolił pielgrzymom obwołać się królem. Podjął konfrontację w świątyni z głównymi frakcjami religijnymi Izraela: faryzeuszami i saduceuszami. Konfrontację tę można obserwować w ostatnich rozdziałach Ewangelii. Przywódcy faryzeuszy postanowili pojmać go i zabić (J 11, 52–53).
Zdecydowali tak, ponieważ:
- obawiali się, iż jego działalność rozbudza u Żydów nadzieje mesjańskie, co mogło prowadzić do wybuchu powstania przeciw Rzymowi i ściągnąć krwawą zemstę rzymskich legionów (J, 11,48);
- Jezus rościł sobie prawo do tytułu Mesjasza i Syna Bożego, co w oczach starszyzny żydowskiej było bluźnierstwem (J 4,25–26; J 10,30–31);
- krytykował faryzeuszy (Łk 11, 37–48);
- wobec ludu jawnie zarzucał przywódcom Izraela brak pobożności i religijność na pokaz (Mt 23,1–3).

Na dzień przed swoim pojmaniem spożył wraz z uczniami Ostatnią Wieczerzę, na której po raz kolejny zapowiedział swój przyszły los, i pożegnał się z apostołami. Podczas niej ustanowił elementarny dla większości chrześcijan sakrament Eucharystii. Tejże nocy, zdradzony przez jednego z uczniów, Judasza, został pojmany i postawiony przed religijnym sądem żydowskim – Sanhedrynem. Jezusa oskarżano m.in. o bluźnierstwo przeciwko przybytkowi Boga – Świątyni Jerozolimskiej. Ostatecznie został uznany przez Sanhedryn za winnego bluźnierstwa przez nazwanie siebie Synem Bożym.
Wydany w ręce rzymskiego namiestnika Poncjusza Piłata, oskarżony został przez arcykapłanów i starszych o podburzanie narodu, namawianie do niepłacenia podatków cesarzowi oraz podawanie się za żydowskiego króla. Piłat, nie znajdując dowodów winy, odesłał Jezusa do tetrarchy galilejskiego Heroda Antypasa, syna Heroda Wielkiego, aby ten osądził swego poddanego. Herod nie chciał podjąć się wydania wyroku i odesłał więźnia z powrotem do Piłata. Rzymski namiestnik nadal przeciwny był żądaniom arcykapłanów oraz żydowskiego pospólstwa, domagającego się wyroku śmierci; chcąc im zadośćuczynić, nakazał ubiczować Jezusa, aby sponiewieranego więźnia wypuścić na wolność.

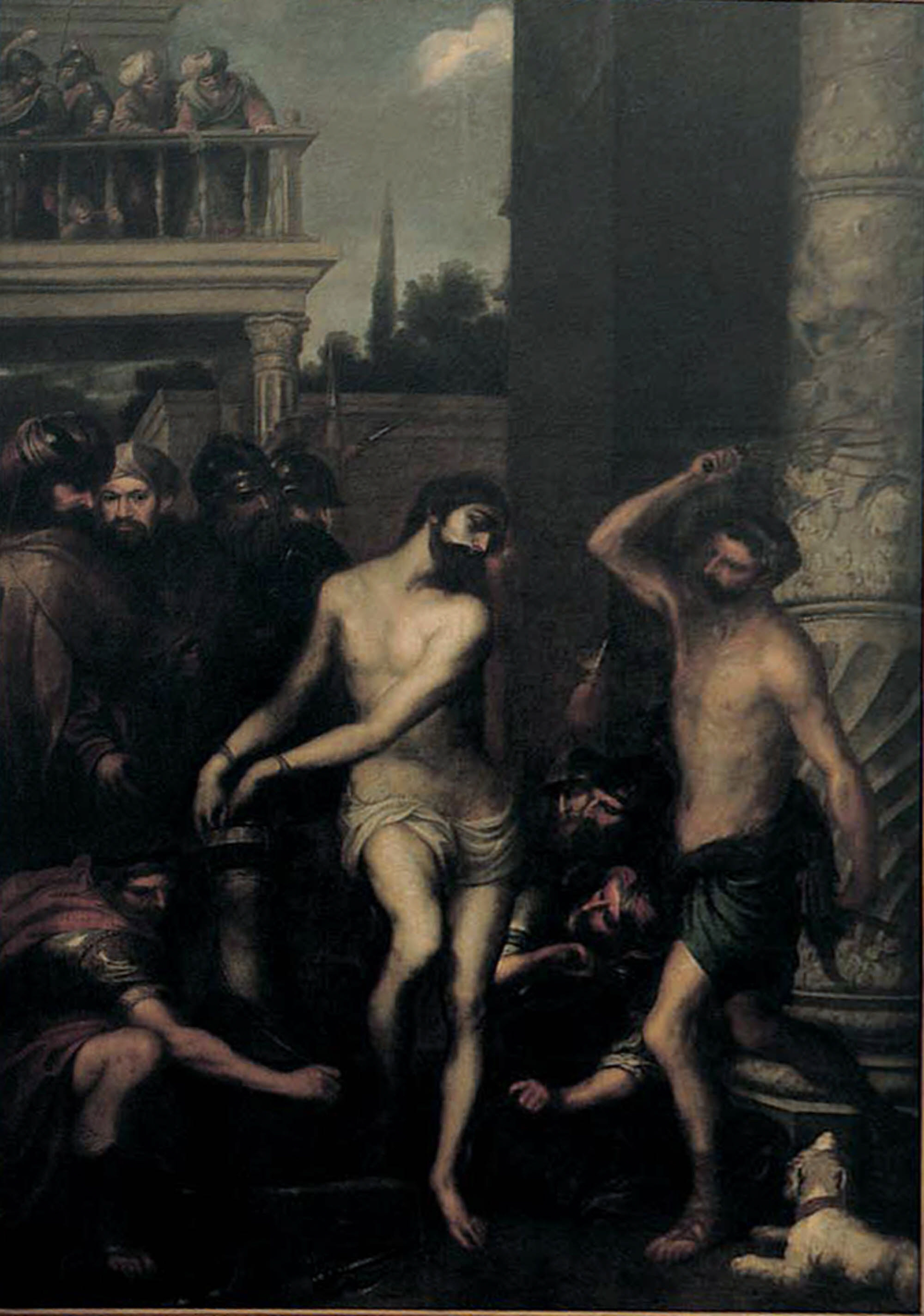
Juan de Sevilla, Biczowanie, ok. 1670

Po biczowaniu, pod presją wzburzonego tłumu i wobec szantażu ze strony arcykapłanów, grożących oskarżeniem namiestnika przed cesarzem, Piłat skazał Jezusa na śmierć przez ukrzyżowanie (dla obywateli rzymskich przewidziana była kara śmierci przez ścięcie mieczem).
Elementem wyroku było niesienie przez skazanego poziomego elementu krzyża (patibulum) z aresztu do miejsca kaźni (część pionowa już tam się znajdowała). Skazaniec, przybity do krzyża, wisiał na nim aż do śmierci, najczęściej na skutek uduszenia. Ewangelie opisują szczegółowo pojmanie, sąd i konanie Jezusa na krzyżu, oraz wspominają o dwóch epizodach, które się wydarzyły podczas niesienia krzyża: przymuszeniu Szymona Cyrenejczyka do pomocy w niesieniu krzyża oraz dialogu Jezusa z kobietami płaczącymi nad jego losem. Ewangeliczne opisy męki obejmują: modlitwę w ogrodzie oliwnym, zdradę Judasza, sąd i biczowanie, założenie korony cierniowej; wyszydzenie, odarcie z szat i przybicie do krzyża; rzucanie losów przez żołnierzy o jego szaty (por. J 19,24), rozmowy z dwoma pospolitymi przestępcami, którzy byli ukrzyżowani obok Jezusa, oraz ze stojącymi pod krzyżem Marią i Janem; moment śmierci i poprzedzającą go agonię oraz zdjęcie z krzyża i złożenie w grobie należącym do Józefa z Arymatei.
Inne epizody, takie jak trzy upadki pod krzyżem czy otarcie twarzy chustą przez Weronikę, które występują w liturgii Drogi krzyżowej, należą do tradycji.
Zgodnie z Nowym Testamentem Jezus umarł na krzyżu, jednak trzeciego dnia po złożeniu jego zwłok w kamiennym grobie zmartwychwstał, a następnie przez 40 dni spotykał się ze swoimi uczniami, udowadniając im, że żyje, i tłumacząc sens swojej męczeńskiej śmierci i zmartwychwstania.
Ewangeliczny opis śmierci i zmartwychwstania Jezusa ma kluczowe znaczenie dla chrześcijaństwa, stanowiąc podstawę liturgii większości Kościołów chrześcijańskich. Jest zapowiedzią przyszłych losów ludzkości ukazywanych z perspektywy eschatologicznej.

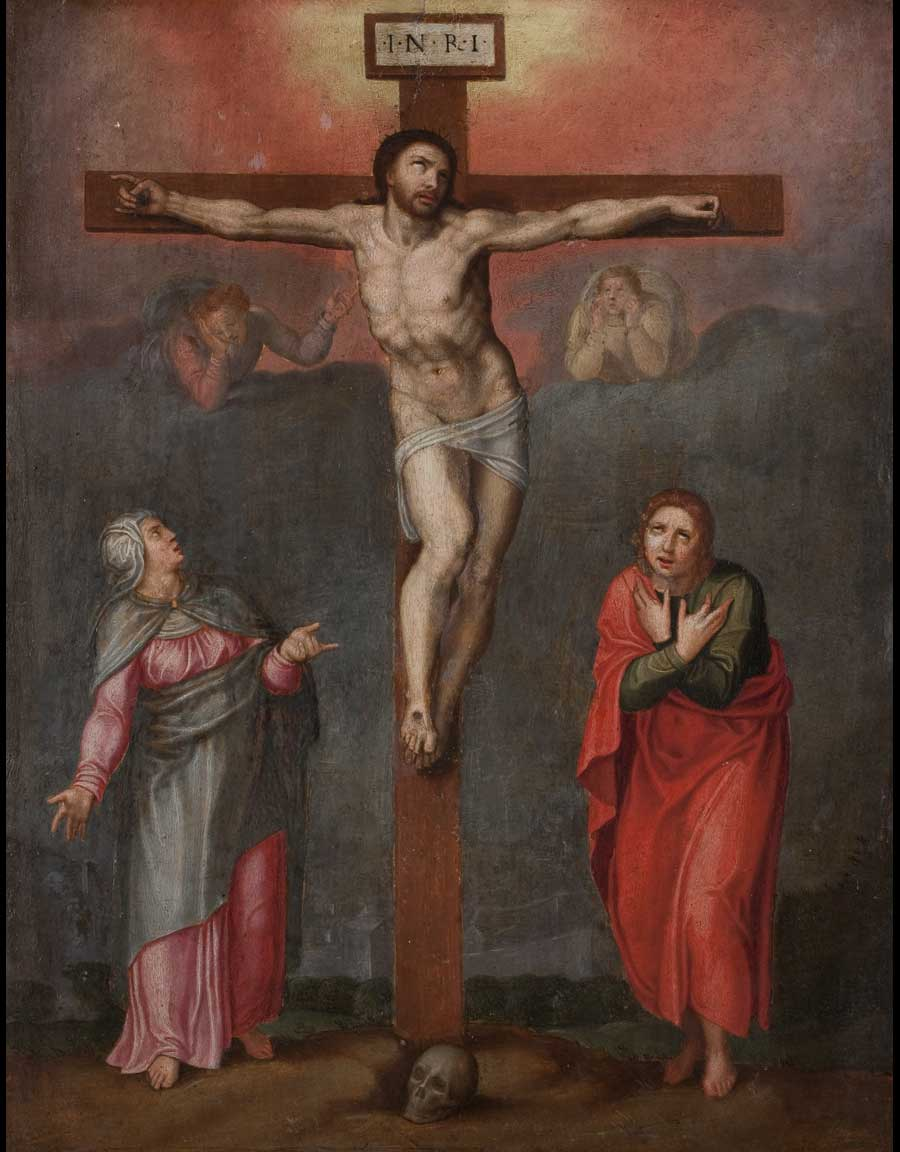
Marcello Venusti, Ukrzyżowanie, ok. 1540

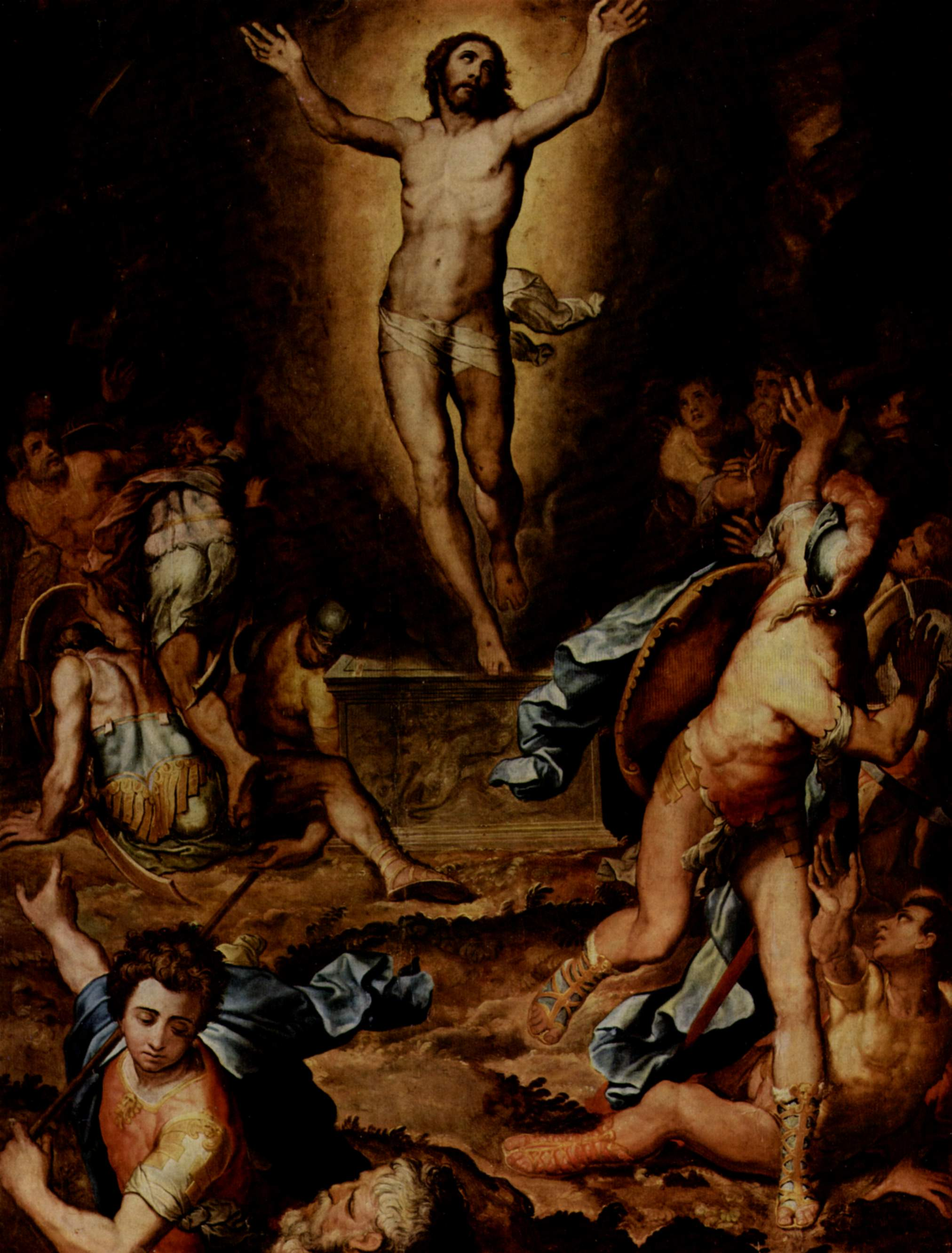
Marco Pino, Zmartwychwstanie Chrystusa, ok. 1555

## Jezus historyczny

### Definicja i historia badań
Przed okresem oświecenia Ewangelie były powszechnie uważane za dokładne relacje historyczne. Od tego czasu zaczęto coraz wyraźniej dostrzegać różnice między opisami nowotestamentalnymi czytanymi dosłownie a tzw. Jezusem historii, który wyłania się z metodycznej refleksji krytycznej nad dostępnymi źródłami, czyli prób naukowej rekonstrukcji życia Jezusa na podstawie metod stosowanych przez historyków, w tym krytycznej analizy tekstów ewangelicznych jako podstawowego źródła dla biografii historycznego Jezusa, z uwzględnieniem kontekstu historycznego i kulturowego, w którym żył.
Wyróżnia się trzy fale tych badań (ang. quests for historical Jesus). Najnowsza, trwająca od lat 70. XX wieku, reprezentowana jest przez badaczy takich, jak: Geza Vermes, John P. Meier, E.P. Sanders, Gerd Theissen, Bart D. Ehrman, John Dominic Crossan i inni.
Badania rozwijają się szczególnie dynamicznie w obszarze języka angielskiego, są też tematem licznych otwartych debat uniwersyteckich. Jakkolwiek opinie badaczy w kwestiach szczegółowych różnią się od siebie, są elementy wspólne dla poglądów większości z nich, np. bardziej niż w poprzednich etapach podkreśla się związek Jezusa z judaizmem, popularne są też opinie wiążące Jezusa z ruchami apokaliptycznymi tamtego okresu.

### Istnienie Jezusa
Współcześnie panuje ogólny konsensus badaczy głównego nurtu co do faktu istnienia Jezusa. W starożytności nigdy nie kwestionowano tego faktu w polemice z chrześcijanami. Życie Jezusa – jak na standardy epoki – jest udokumentowane bardzo bogato – zarówno w źródłach chrześcijańskich, jak i niechrześcijańskich. Źródła niechrześcijańskie mogące wskazywać na istnienie Jezusa pochodzą od historyków piszących w drugiej połowie I wieku i w II wieku naszej ery: rzymskiego Tacyta oraz żydowskiego Józefa Flawiusza, a także od filozofa Mary Bar-Serapiona. Profesor teologii ks. Alfons Józef Skowronek twierdzi, że „pozachrześcijańskie świadectwa o Jezusie nie są zbyt obfite, a ich wartość historyczna jest dyskusyjna”. Trudno jest jego zdaniem odpowiedzieć na „pytanie, czy są to świadectwa samodzielne, czy też oddają jedynie przekonania chrześcijan”.

### Fakty z życia Jezusa
Ochrzczenie Jezusa przez Jana Chrzciciela i śmierć krzyżowa z wyroku Poncjusza Piłata są dwoma najpowszechniej uznawanymi w środowisku naukowym faktami o jego życiu, w zasadzie niepoddawanymi krytyce wśród historyków głównego nurtu. Kontekst i znaczenie tych wydarzeń są już jednak szeroko dyskutowane. Sporna jest również data śmierci Jezusa. Mniej pewne, ale również uznawane przez większość badaczy za historyczne, są m.in. powołanie apostołów i konflikt ze środowiskiem Świątyni (Oczyszczenie świątyni). Uważa się, że Jezus istotnie pochodził z Galilei, a jego obszar działania obejmował również Judeę.
Uczeni zgromadzeni wokół projektu Jesus Seminar poddawali różne przekazy o mowach i czynach Jezusa głosowaniu, podczas którego każdy uczestnik oceniał ich autentyczność, a wyniki uśredniano. Większość badaczy zgodziła się z podstawowymi faktami podawanymi w Ewangeliach (że Jezus narodził się za czasów Heroda Wielkiego, został aresztowany w Jerozolimie i ukrzyżowany przez Rzymian), kwestionując inne (narodzenie w Betlejem – większość wskazała na Nazaret; pusty grób itd.). Zdaniem uczestników Jesus Seminar przekonanie o zmartwychwstaniu Jezusa zostało oparte na wizjach zmartwychwstałego Jezusa doświadczanych przez Pawła, Piotra Apostoła i Marię Magdalenę.

## Obrazy Jezusa
Badacze związani z third quest stworzyli pewną liczbę obrazów Jezusa, czyli ogólnych wizji na jego temat. Nie wypracowali jednak spójnego stanowiska ani na temat tych obrazów, ani odnośnie do metod ich opracowywania. Niemniej, można wyróżnić kilka najpopularniejszych wizji, wspieranych przez znanych badaczy.
- Prorok apokaliptyczny – Jezus jest widziany tutaj jako prorok, który pragnie przygotować Żydów na mające niebawem nadejść czasy ostateczne. Zwolennicy: E.P. Sanders, Maurice Casey, Paula Fredriksen, Dale Allison i Bart D. Ehrman[46][47][48].
- Charyzmatyczny uzdrowiciel – W tym nurcie uważa się Jezusa za pobożnego, świętego człowieka ducha, mistyka lub wizjonera, który jest znany z uzdrawiania[49]. Zwolennicy: Geza Vermes, Marcus Borg i Graham Twelftree[50].
- Filozof – cynik – Jezus jest widziany jako wędrowny mędrzec i filozof, głoszący radykalne przesłanie obalenia istniejącej wspólnoty hierarchicznej społeczeństwa tamtego okresu. Cały majątek Jezusa mieści się w podróżnej torbie, on sam nie ma niczego i nie chce niczego, jest więc totalnie wolny[51]. Zwolennicy: John Dominic Crossan, F. Gerald Downing i Burton Mack[52].
- Żydowski mesjasz – Jezus przychodzi, by obwieścić Żydom koniec duchowego wygnania i zapoczątkować nową epokę, w której Bóg naprawi świat dzięki wierze swego ludu[53]. Zwolennicy: N.T. Wright, Markus Bockmuehl i Peter Stuhlmacher[54][55].
- Prorok zmiany społecznej – Jezus pragnie podważyć strukturę społeczną tamtego okresu. Nie ma to jednak związku z nadchodzącą apokalipsą[56]. Zwolennicy: Gerd Thiessen, Richard A. Horsely i David Kaylor.

## Religie a Jezus

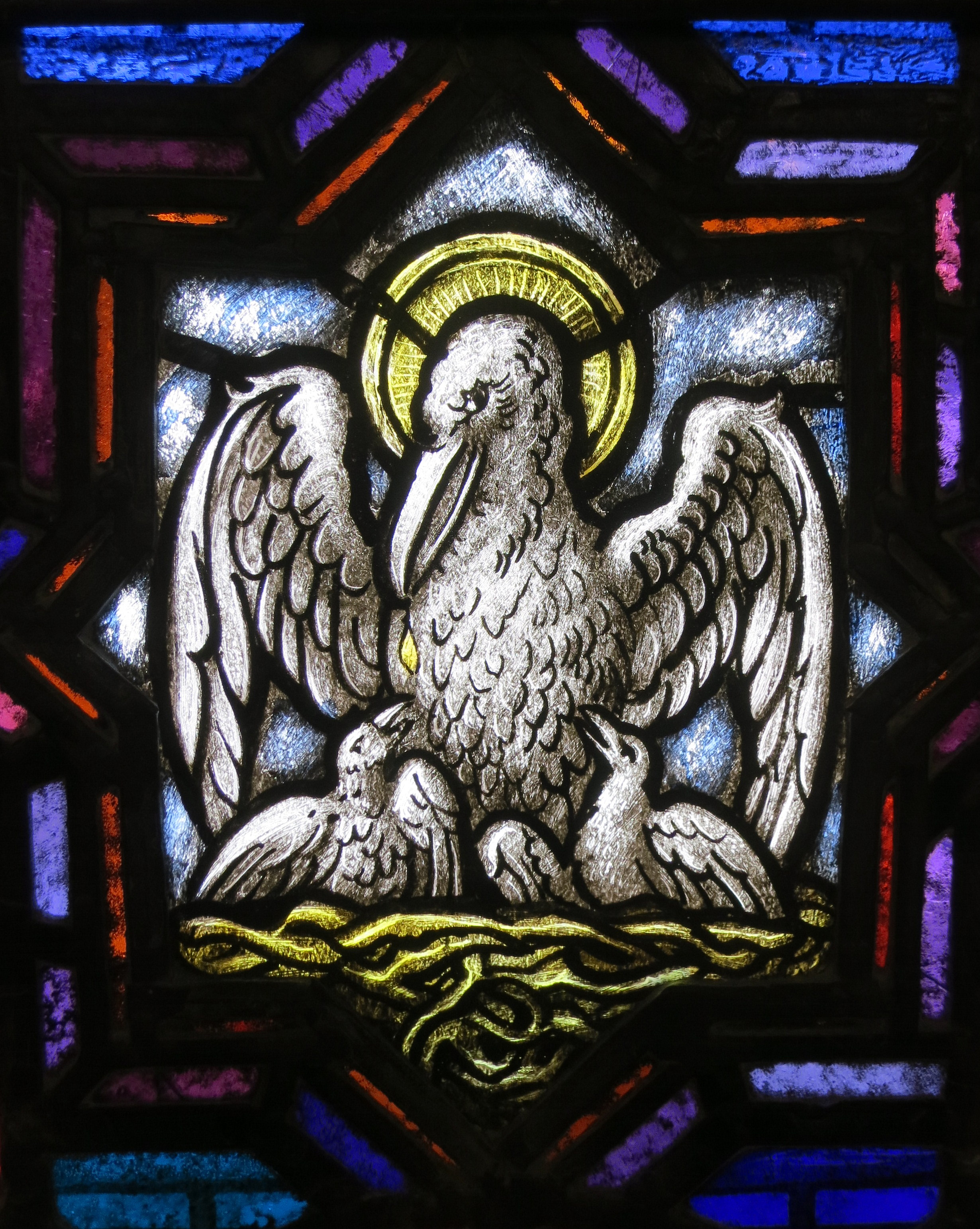
Kościół świętego Bernarda, Corning, Ohio, Stany Zjednoczone – witraż przedstawiający pelikana symbolizującego Ofiarę Chrystusa

### Religie Abrahamowe
Postać Jezusa jest fenomenem stającym na granicy judaizmu i chrześcijaństwa. Wywodził się całkowicie z Izraela – zarówno on, jak i jego pierwsi uczniowie – i stworzył wspólnotę wiary, odwołującą się do wiary Abrahama, która ostatecznie zyskała status całkowicie niezależny. Jednak nie na tyle, by być uznaną za czczącą innego Boga, niż ten, który czczony jest przez judaizm. Podkreśliła to grupa uczonych teologów żydowskich i rabinów z okazji Jubileuszu 2000-lecia narodzin Jezusa:

Przed powstaniem chrześcijaństwa Żydzi byli jedynymi, którzy czcili Boga Izraela. Jednak chrześcijanie również czczą Boga Abrahama, Izaaka i Jakuba, Stworzyciela nieba i ziemi. Choć chrześcijańskie praktyki religijne nie są życiodajnym religijnym wyborem dla Żydów, my, jako żydowscy teologowie, cieszymy się, że poprzez chrześcijaństwo setki milionów ludzi weszło w związki z Bogiem Izraela.

Również sami chrześcijanie nie uważają się za religię odrębną od judaizmu. Mówiła o tym Papieska komisja ds. dialogu z judaizmem w refleksjach opublikowanych w 2015 r. Rozwijając myśl Jana Pawła II wypowiedzianą w Synagodze rzymskiej, dokument zwrócił uwagę, że dialog chrześcijańsko-żydowski jest dialogiem bardziej wewnątrz jednej religii, niż dialogiem międzyreligijnym:

W swoim przemówieniu w synagodze rzymskiej w dniu 13 kwietnia 1986 r. święty papież Jan Paweł II wyraził tę sytuację w tych słowach: „Religia żydowska nie jest dla naszej religii rzeczywistością zewnętrzną, lecz czymś wewnętrznym. Stosunek do niej jest inny aniżeli do jakiejkolwiek innej religii. Jesteście naszymi umiłowanymi braćmi i – można powiedzieć – naszymi starszymi braćmi”.

Zarówno Żydzi, jak i chrześcijanie odnoszą się w swej wierze do osoby Mesjasza-Pomazańca. Ponad 100 fragmentów Biblii Hebrajskiej, którą chrześcijanie uznają za Stary (Poprzedni) Testament, jest uznawanych za proroctwa mesjańskie przez komentatorów tak chrześcijańskich, jak i judaistycznych. Różnica polega na tym, że Kościoły chrześcijańskie dostrzegają spełnienie tych zapowiedzi w Jezusie z Nazaretu.

#### Chrześcijaństwo
Podstawowe poglądy chrześcijańskie o Jezusie, uznawane przez większość Kościołów są zawarte w wyznaniach wiary przyjętych przez pierwsze Sobory powszechne. Nie podziela ich osobny antytrynitarny nurt chrześcijaństwa, odrzucony przez te sobory jako nieprawowierny. Według głównego nurtu chrześcijaństwa:
- Jezus jest wcielonym Synem Bożym, drugą osobą Trójcy Świętej. Jak precyzuje Nicejsko-konstantynopolitańskie wyznanie wiary (381 r.), jest zrodzony z Ojca, przed wszystkimi wiekami. Nie jest więc stworzony, lecz jest Bogiem z Boga, Światłością ze Światłości, czyli współistotny Ojcu. Jest też Stwórcą świata, gdyż „przez niego wszystko się stało”. Bóg Ojciec zsyłając swego syna Jezusa wypełnił obietnice dane Abrahamowi i całemu Narodowi Wybranemu.
- Dzięki tajemnicy paschalnej śmierci i zmartwychwstania Jezusa, ludzie doznali zbawienia i mogą pojednać się z Bogiem oraz uzyskać życie wieczne w niebie[62].
- Przekazywanie wiary chrześcijańskiej jest przede wszystkim „głoszeniem Jezusa Chrystusa, by prowadzić do wiary w niego. Od początku pierwsi uczniowie zapałali pragnieniem głoszenia Chrystusa”[63].

Zgodnie z nauczaniem chrześcijan, Jezus został poczęty z Ducha Świętego. W Jezusie zachodziła unia hipostatyczna, tzn. był jedną osobą, ale o dwóch niewymieszanych naturach: ludzkiej i boskiej. Wszystkie inne poglądy o naturze Jezusa, jak arianizm, doketyzm czy nestorianizm, zostały uznane przez Kościół katolicki za herezje w pierwszych wiekach.

#### Judaizm
Judaizm niewiele uwagi poświęca życiu i misji Jezusa, którego uznaje za odstępcę lub za postać fikcyjną. Według relacji Ewangelistów kapłani żydowscy (zdominowani w owych czasach przez rodzinę Annasza) i saduceusze od początku byli mu zdecydowanie wrodzy. Podobną postawę przyjęła większa część faryzeuszy, najbardziej wpływowego ówcześnie stronnictwa żydowskiego, aczkolwiek zdarzały się wśród nich przypadki przychylności (Nikodem – Ew. Jana 3,1–11; 7,50–52) lub życzliwej neutralności (Gamaliel Starszy, Dz.Ap. 5, 34–39). Większość teologów judaizmu ocenia działalność Jezusa i jej skutki negatywnie, jako sprzeczną z „prawem Bożym” oraz niezgodną ze słowami proroków, dotyczącymi nadejścia Mesjasza. Bardziej pojednawcze oceny Jezusa, podkreślające jego związek z judaizmem, pojawiły się ponownie w czasach współczesnych. Należy do nich oświadczenie Dabru Emet – mówcie prawdę! wydane w 2000 r. przez 120 amerykańskich rabinów i intelektualistów żydowskich.
Tylko Żydzi mesjanistyczni uznają Jezusa za Mesjasza i Syna Bożego. Przez ogół rabinów są postrzegani jako zdrajcy judaizmu. Mieszkający w Izraelu w liczbie szacowanej na 6–15 tys., doświadczają też przemocy, zdarzają się przypadki palenia egzemplarzy Nowego Testamentu.

#### Islam
W Koranie, świętej księdze Islamu, religii powstałej w wyniku objawień proroka Mahometa ponad 600 lat po Jezusie, jest o nim wiele wzmianek. Przyczyną tego może być fakt wskazywany przez niektórych islamologów, że korzenie Islamu tkwią w gnostyckiej sekcie judeo-chrześcijańskiej pierwszych wieków: ebionitach. (Isa) był prorokiem i zapowiedzianym wcześniej Mesjaszem, lecz nie Synem Bożym. Nazwa „Mesjasz” pojawia się trzy razy w surze IV: w wersetach 157 i 171 w zwrocie “Chrystus (Mesjasz),
Jezus syn Marii”, i w 172 osobno. Koran kilkakrotnie mówi o Jezusie jako synu Marii, stworzonym przez Allaha w jej łonie bez udziału mężczyzny (sura 3,42–61; 19, 16–21). Mówiąc o życiu Jezusa powtarza niektóre fakty zawarte w Ewangeliach (również apokryficznych). Historia poczęcia Jezusa pokrywa się z opisem św. Łukasza – matką Chrystusa była Maria, której ukazał się Anioł pod postacią doskonałego człowieka, zapowiadając narodzenie syna, mimo iż była dziewicą (jednak, choć narodził się dzięki Boskiej interwencji, islam w żadnym wypadku nie nazywa go Synem Boga). Maria urodziła Jezusa pod drzewem palmowym, a ten tuż po urodzeniu potrafił rozumnie przemawiać. W dalszym życiu nauczał, czynił cuda i uzdrawiał, ale tylko dzięki woli i mocy danej od Boga. Wspomniana jest m.in. apokryficzna historia o tworzeniu przez Jezusa ptaków z gliny, które następnie stawały się istotami żywymi.
Koran wielokrotnie potępia dogmat Trójcy Świętej (choć wydaje się, że była ona rozumiana jako składająca się z Boga, Jezusa i Marii, a nie Boga Ojca, Jezusa i Ducha Świętego), stwierdzając, że Bóg jest tylko jeden (nie ma boga oprócz samego Boga), a kto dodaje Bogu współtowarzyszy, temu Bóg zabronił wejścia do Ogrodu.
Islam zaprzecza ukrzyżowaniu, a w konsekwencji zmartwychwstaniu. Według Koranu Jezus nie został ukrzyżowany ani zabity, a jedynie tak wydawało się ludziom, a w rzeczywistości Bóg wziął go do siebie.
Koran nie opisuje samej nauki Jezusa, Mahomet prawdopodobnie nie był z nią dogłębnie zapoznany. Księga mówi o Jezusie jedynie jako o kolejnym proroku, Posłańcu głoszącym wiarę w Boga i zapowiadającym Sąd Ostateczny. Islam zaprzecza chrześcijańskim dogmatom o boskości Chrystusa, podkreślając, że był tylko człowiekiem (Nie godzi się Miłosiernemu, aby wziął sobie syna).
Odrzucając boskość Jezusa, islam otacza go szacunkiem. Szejk Omar Bakri Muhammad z Londynu ogłosił w 2004 roku fatwę skazującą na śmierć Terrence’a McNally’ego, autora sztuki Corpus Christi, przedstawiającej Chrystusa i apostołów jako grupę gejów. Sztuka wystawiona przez grupę studentów z uniwersytetu w Saint Andrews nie została publicznie potępiona przez Kościół anglikański.

### Inne religie

#### Hinduizm
Chociaż w hinduistycznej koncepcji Boga i społeczeństwa niewiele jest podstaw dla akceptacji postaci i misji Jezusa, to wielu współczesnych, a nawet średniowiecznych, hinduistycznych przywódców religijnych interesowało się nim. Wielu hinduistów uważa Jezusa za mędrca lub wielkiego jogina, a nawet za jednego z bogów.
W ruchu Surat Shabda Yoga Jezus jest powszechnie uznawany za satguru. Swami Vivekananda wychwalał Jezusa i uznawał go za źródło siły i doskonałości. Paramahansa Jogananda nauczał, że Jezus był wielkim guru, mistrzem duchowym, Bogiem oraz następnym wcieleniem Elizeusza. Mahatma Gandhi bardzo podziwiał Jezusa i uznawał go za jednego z głównych propagatorów ahinsy (zasady niekrzywdzenia). Gandhi powiedział: „Lubię waszego Chrystusa, ale nie lubię waszych chrześcijan. Wasi chrześcijanie są tak niepodobni do waszego Chrystusa...”, a także: „Dla mnie był On najwspanialszym nauczycielem, jakiego ludzkość kiedykolwiek miała”. Sathya Sai Baba wielokrotnie mówił, że Jezus jest Bogiem, wielkim świętym i nauczycielem duchowym, który stanowi wzór dla ludzi. Swami Kaleśwarś uważa Jezusa za świętego i wielką duszę.
Bhaktivedanta Swami (założyciel ruchu Hare Kryszna) uznał greckie imię Jezusa Christos za inną wersję imienia boga Kryszny: Krista. Jednak w ujęciu filozofii acintya beda abeda tattva (jednoczesnej jedności i różnorodności-odmienności) Jezus jest uznawany za mistrza duchowego, ale nie jest samym Bogiem, lecz jego synem. W ten sposób, oddając cześć Jezusowi czci się samego Krysznę jako Najwyższą Osobę Boga (Bhagawan). Więc w ten sposób Bhaktivedanta uznał Jezusa za „mistrza duchowego” (guru), uczącego ludzi miłości do Boga.

#### Buddyzm
Związek Jezusa z buddyzmem jest nikły. Niewielu nauczycieli buddyjskich interesowało się jego postacią.
Zgodnie z mahajanistyczną koncepcją trzech ciał Buddy Jezus może być postrzegany jako jedno z wielu wcieleń Buddy, głoszące ku pożytkowi wszystkich istot nauki stosowne dla danego czasu i miejsca. XIV Dalajlama Tenzin Gjaco uważa Jezusa za bodhisattwę.

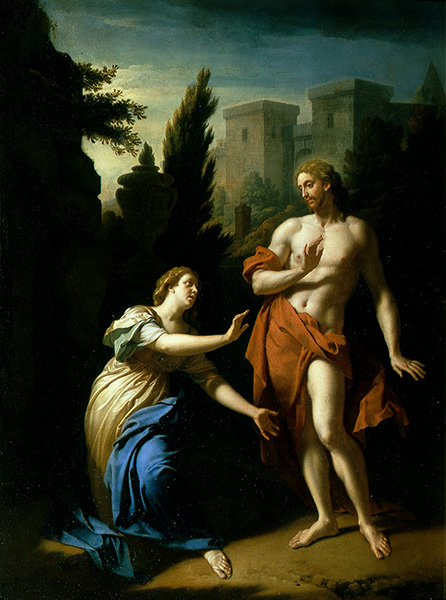
Noli me tangere, Adriaen van der Werff

## Znaczenie Jezusa w historii świata
Choć za życia Jezus zgromadził bardzo niewielu uczniów, nauczał jedynie przez trzy lata i nie napisał żadnego tekstu, jego pośmiertny wpływ na historię powszechną jest ogromny.
Zdaniem wielu niezależnych historyków i humanistów, Jezus jest najważniejszą postacią w historii świata.
- H.G. Wells przyznał: „Jestem historykiem, a nie wierzącym, ale muszę wyznać jako historyk, że ten ubogi kaznodzieja z Nazaretu bezsprzecznie znajduje się w centrum historii. Jezus Chrystus jest najważniejszą postacią w całej historii”[76].
- Mahatma Gandhi: „Dla mnie był on najwspanialszym nauczycielem, jakiego ludzkość kiedykolwiek miała”[77].
- Vittorio Messori: „Tylko w wieku XIX poświęcono mu sześćdziesiąt dwa tysiące tomów. W paryskiej Bibliotece Narodowej, która jest zwierciadłem zachodniej kultury, liczba fiszek z imieniem Jezus jest na drugim miejscu. Pierwsze zajmuje słowo Bóg”[78].
- Fiodor Dostojewski: „Wierzę, że nie ma głębszej osoby, bardziej przepełnionej miłością, życzliwszej i doskonalszej niż Jezus. Nie tylko nie ma nikogo takiego, jak on. Nigdy nikogo takiego nie będzie”[79].
- Philip Schaff: „Ten Jezus z Nazaretu, bez broni ani majątku, podbił więcej milionów niż Aleksander Wielki, Cezar, Mahomet i Napoleon; bez pomocy nauki przybliżył nam to, co ludzkie i to, co boskie lepiej niż wszyscy filozofowie i uczeni razem wzięci; bez akademickiej wymowności wypowiadał takie słowa, jakich nigdy wcześniej nie słyszano i wywołał skutki, jakich nie opowie żaden mówca czy poeta; choć sam nie napisał ani jednej linijki, wprawił w ruch więcej piór i dostarczył tematów do większej liczby kazań, przemówień, dyskusji, uczonych tomów, dzieł sztuki i pieśni pochwalnych niż cała armia wielkich mężów antyku i współczesności”[80].
- Peter Seewald: „Jest on po prostu osobą w znaczniejszej mierze przemieniającą oblicze świata niż ktokolwiek inny, włącznie z wszystkimi rewolucjonistami, królami czy wynalazcami. Żaden inny człowiek nie miał większej od niego siły przyciągania i większej rzeszy zwolenników. W gruncie rzeczy nie ma nikogo takiego, kim cała ludzkość zajmowałaby się intensywniej od dwóch tysięcy lat, niż Mąż z Nazaretu”[81].
- Jaroslav Pelikan, historyk z Uniwersytetu Yale: „Postać Jezusa Chrystusa dominuje w historii kultury zachodniej od dwudziestu stuleci”[82].
- Ernest Renan: „Jezus stworzył fundamenty, na których społeczność ludzka bazuje od osiemnastu wieków”[83].
- Kenneth Scott Latourette: „Gdy mijają wieki, coraz bardziej oczywiste jest to, że życie Jezusa – biorąc pod uwagę jego wpływ na historię – było najbardziej wpływowym życiem na tej planecie”[84].
- Antonio Socci: „Stoimy wobec człowieka tak wspaniałego, tak doskonałego, do tego stopnia wyjątkowego i jedynego w swoim rodzaju, że żaden bóg nie mógłby być lepszy, żaden bóg nie mógłby go przewyższyć. Wyjaśnia to również, dlaczego jego tajemnica i piękno są niewyczerpane. Tego dowodzi to, co nieustannie się dzieje. Mimo upływu wieków bowiem fascynacja osobą Jezusa z Nazaretu nie zmniejsza się, a nawet rośnie”[85].

W badaniach przeprowadzonych przez instytut DOXA wiosną 1974, 64% ankietowanych uznało Jezusa za „postać najbardziej interesującą w historii”, przed Martinem Lutherem Kingiem, Gandhim i Marksem.
Jego imieniem nazwano miasta i kraje, np. San Salvador czy Dominikanę. Flagi noszą jego znak, od Union Jack po Międzynarodowy Czerwony Krzyż.

## Opinie i tezy
W ciągu wieków powstały różne opinie na temat Jezusa, często bardzo odmienne od ogólnie przyjętych.
- Immanuel Kant widzi w Jezusie Chrystusie afirmację „czystej dyspozycji moralnej serca”[87].
- Hegel twierdził, że Jezus był jednocześnie bogiem i człowiekiem, w jednej osobie[88].
- Baruch Spinoza mówił o Jezusie jako o najprawdziwszym symbolu niebiańskiej mądrości[89].
- Napoleon był przekonany, że „Jezus nie był zwykłym człowiekiem, i że nie ma porównania pomiędzy Jezusem a jakimkolwiek innym przywódcą”[90].
- Jean-Jacques Rousseau mówił: „Jeśli życie i śmierć Sokratesa są godne mędrca, to życie i śmierć Jezusa są godne Boga”[89].
- John Stuart Mill mówił o Jezusie jako o „człowieku, który otrzymał specjalne i wyjątkowe polecenie od Boga, aby poprowadzić ludzkość do prawdy i cnoty”[89].
- Według Ernesta Renana Jezus jest niezwykle szlachetnym człowiekiem, którym kierują najlepsze intencje; opisany jest przez niego jednak jako człowiek i tylko jako człowiek[91][92].
- C.S. Lewis podkreślał, że Jezus nie mógł być zwykłym mędrcem: „Człowiek, który by był tylko człowiekiem i mówił to, co Jezus, nie byłby wielkim nauczycielem – moralistą. Byłby albo szaleńcem – niczym człowiek, który twierdzi, że jest jajkiem na twardo – albo samym diabłem z piekła. Musisz sam zdecydować. Albo ten człowiek był i nadal jest Synem Bożym, albo szaleńcem lub kimś jeszcze gorszym”[93] (argument apologetyczny znany jako trylemat Lewisa[94]).

W środowiskach chrześcijan liberalnych, a także racjonalistów, teozofów i in. można spotkać cały wachlarz następujących opinii, wzajemnie się nieraz wykluczających:
- Cay Rademacher uważał, że Jezus był członkiem albo nawet przywódcą sekty esseńczyków[95].
- Marcello Craveri twierdził, że Jezus był nieślubnym synem Marii oraz rzymskiego legionisty Tyberiusza Juliusza Abdesa Pantery[96].
- David Friedrich Strauß postawił tezę, że Jezus był religijnym fanatykiem[97][98][99].
- Oskar Holtzmann stwierdził, że był ekstatykiem („War Jesus Ekstatiker?” – 1903)[100][98][99].
- Psychiatrzy William Hirsch[101], William Sargant[102], Anthony Storr[103][104] oraz Georg Lomer (pod pseudonimem George de Loosten)[105], psycholodzy Charles Binet-Sanglé[106], Georges Berguer[107][108] oraz Władysław Witwicki[109], a także neurolodzy Robert Sapolsky[110][111], Bruce Heimburger Price, Evan David Murray oraz Miles Gregory Cunningham[112] wysunęli tezę, że Jezus miał zaburzenia psychiczne.
- W XIX wieku pojawiły się wśród niektórych ezoteryków teorie, jakoby Jezus w młodości przebywał w Indiach i pobierał tam „tajemne” nauki, na co świadectwem miałby być apokryf znany jako Ewangelia Świętych Dwunastu[113].
- Według nauk muzułmańskiej sekty Ahmadijja Jezus przed ukrzyżowaniem zbiegł do Kaszmiru, gdzie został pochowany. Domniemany grób Jezusa ma znajdować się także w wiosce Shingō w północnej Japonii[114].
- Według Davida Leeminga, mityczne lub niezwykłe wydarzenia w życiu Jezusa – zwiastowanie, narodziny, kuszenie przez Szatana, cuda, ukrzyżowanie, zstąpienie do piekieł, zmartwychwstanie oraz apoteoza poprzez wniebowstąpienie – uczyniły go przykładem heroicznego monomitu i postacią symboliczną, wokół której narosła wielka światowa religia. Mit o Jezusie zastąpił wszystkie inne przedchrześcijańskie mity o bohaterach w Europie, a potem również w innych częściach świata, na które wywarła wpływ lub które skolonizowała Europa[115].
- Zdaniem Bertranda Russella Jezus nie stoi pod względem mądrości i dobroci tak wysoko, jak niektóre postacie historyczne – wygłaszał czasem twierdzenia niezbyt mądre, wypowiadał dość często słowa mściwego gniewu skierowane przeciw ludziom, znajdował przyjemność w straszeniu słuchaczy piekłem, w czym objawiło się pewne okrucieństwo, a niekiedy nawet postępował źle[116].